# 2MASS J05002100+0330501
2MASS J05002100+0330501 ist ein Ultrakühler Zwerg im Sternbild Orion. Er wurde 2008 von I. Neill Reid et al. entdeckt. Er gehört der Spektralklasse L4 an. Seine Position verschiebt sich aufgrund seiner Eigenbewegung jährlich um 0,35 Bogensekunden.